# بنتیوولیو (امیلیا-رومانیا)
بنتیوولیو (به ایتالیایی: Bentivoglio) یک کومونه در ایتالیا است که در استان بولونیا واقع شده‌است. بنتیوولیو ۵۱٫۱ کیلومتر مربع مساحت و ۵٬۴۷۷ نفر جمعیت دارد و ۱۹ متر بالاتر از سطح دریا واقع شده‌است.